# 高世扬
高世扬（1931年12月15日—2002年8月22日），中国无机化学家。

## 生平
生于四川崇庆。1953年毕业于四川大学化学系。1997年当选为中国科学院院士。曾任中国科学院青海盐湖研究所研究员，陕西师范大学化学与材料学院教授。